# Vincenzo Bosari
Vincenzo Bòsari (Pinzano al Tagliamento, 1º ottobre 1901 – Pordenone, 5 aprile 1990) è stato uno scrittore italiano.

## Biografia
Fu autore di parecchi libri, incluso in varie antologie scolastiche. Dotato di un profondo senso del rispetto e della solidarietà, era pacifista, antimilitarista e antibellicista, sentimenti che trasfuse nei suoi libri.
Dopo la rotta di Caporetto, fu profugo come molti altri friulani, trovando rifugio a Napoli presso una signora che si prese cura di lui e, intuite le sue doti intellettuali, provvide — oltre che ad alloggiarlo — a farlo studiare. Studiò anche in un collegio di Milano. 
Conseguì il diploma di maestro elementare e, dopo il rientro in Friuli, essendo antibellicista, preferì compiere il servizio militare di leva come carabiniere anziché come soldato.
Durante la seconda guerra mondiale venne arrestato e deportato in Germania, da cui riuscì a tornare al termine del conflitto.
Insegnò in vari paesi e terminò la sua carriera a Pordenone. Qui fu membro del Comitato Antifascista e Segretario provinciale dell'Associazione Nazionale Partigiani d'Italia. Svolse anche un notevole ruolo culturale: fondò il Club Autori-Editori e diresse una nutrita collana di pubblicazioni, diventando punto di riferimento di numerosi letterati e artisti. Ottenne dal presidente della Repubblica il diploma di 1ª classe e la medaglia d'oro dei benemeriti della scuola, della cultura e dell'arte.

## Opere

### Poesia
- Preludio / Le canzoni del sangue (Menini, Spilimbergo, 1924)
- Breve stagione (Tipografia del Patronato Scolastico, Pordenone, 1952)
- Poesie per un anno (Paravia, Torino, 1954)
- Messaggio agli uomini di buona volontà (Arti Grafiche, Pordenone, 1957)
- Prima che venga notte (La Tipografica, Pordenone, 1971)
- Poesie / Garofani rossi (Club Autori-Editori, Pordenone, 1973)
- Antologia, con un profilo a cura di Ludovica Cantarutti (Samuele, Pordenone, 2009)

### Narrativa
- La faggeta (Club Autori-Editori, Pordenone, 1973)
- Il feroce Bombangon e l'intrepido Tantentin (Club Autori-Editori, Pordenone, 1974)
- Il segreto del dottor Livaski (Club Autori-Editori, Pordenone, 1977)
- Ponterosso (Grillo, Udine, 1981)